# Jingtailing
Jingtailing (景泰陵, Jǐngtàilíng) är ett mausoleum där den kinesiske kejsaren Jingtai är begravd. Jingtailing ligger i Haidiandistriktet norr om Jingmingparken 17 km nordväst om centrala Peking.
Efter Tumukrisen 1449 placerade kejsar Jingtai sin bror, den tidigare kejsar Zhengtong, i husarrest i Förbjudna staden. 1457 övertog kejsar Zhengtong tronen efter en konspiration och kejsar Jingtai avled kort därefter. Kejsar Jingtai hade vid sin död nästan färdigställt sin grav vid Minggravarna där hans förfäder vilade, men kejsar Zhengtong totalförstörde graven. I stället begravdes Jingtai som en prins tillsammans med kejsarinnan Wang norr om Yuquanberget vid foten av Västra bergen i nordvästra Pekings ytterområde. Under kejsar Chenghua (r. 1464–1487) uppgraderades graven till en kejsargrav.
Kejsar Jingtais ursprungliga och länge oanvända grav vid Minggravarna återuppbyggdes 1621 som Qingling där kejsar Taichang begravdes samma år.
Jämfört med de övriga kejsargravarna från Mingdynastin är Jingtailing mindre. Resterna av graven är i mycket dåligt skick och numer tillhör området där graven finns ett bostadsområde för pensionerade militärer.